# Casbia isogramma
Casbia isogramma là một loài bướm đêm trong họ Geometridae.